# Hermitage Peak, Antarktis
Hermitage Peak är en bergstopp i Antarktis. Den ligger i Östantarktis. Nya Zeeland gör anspråk på området. Toppen på Hermitage Peak är 750 meter över havet, eller 451 meter över den omgivande terrängen. Bredden vid basen är 8,5 km.
Terrängen runt Hermitage Peak är huvudsakligen kuperad, men västerut är den platt. Trakten är obefolkad. Det finns inga samhällen i närheten.